# Hooli
Hooli o Huli és una vila de l'Índia a l'estat de Karnataka, districte de Belgaum o Belagavi, a uns 9 km de Saundatti. La població el 1901 era de 2.104 habitants.
Destaca per la gran abundància de temples la major part en ruïnes, cadascun amb el seu llac. El temple més important és el de Panchaligeswara o Panchlingdeo, dels pocs que està en bon estat sota cura del Servei Arqueològic de l'Índia. Als afores de la vila hi ha el temple de Trikuteshwara. La vall del Shivakashi està al costat del poble hi a la zona també hi ha alguns temples. De les inscripcions trobades, dues corresponen als reis Chalukya Occidentals Vikramaditya V (1018-42) i Somesvara II (1069-75), i una al kalachuri Bijjala II (vers 1130-1167).
A la caiguda de Vijayanagar després de la batalla de Talikota (1565), Huli o Hooli com altres llocs del futur districte de Belgaum va passar al senyor de Navalgund, Vitta Cauda. El 1674 el fort local fou construït per Sivaji el cap maratha, que el conservava quan va morir. El general Wellesley, que perseguia a Dhundia Vagh, va establir una guarnició de Hooli el 30 de juliol de 1800, i va garantir la seguretat del fort si no hi havia actes d'agressió, però a l'agost els soldats del fort van saquejar la impedimenta d'una força britànica que passava prop, en direcció a Saundatti, i el 22 d'agost el tinent coronel Capper va atacar la fortalesa i la va ocupar.
El temples principals són:
- Temple d'Andhakeshwara
- Temple de Bhavnisankara
- Temple de Kalmeshwara Temple
- Temple de Kashi Vishwanatha
- Temple de Madaneshwara
- Temple de Suryanarayan
- Temple de Tarkeshwara
- Hooli Sangameshwar Ajjanavaru
- Temple de Beerdevar

## Imatges
Hi ha nombroses imatges a l'article "Hooli" de la wikipèdia en anglès, no utilitzables per ara pels altres projectes.